# Anwar Hared
Anwar Hared, född 17 november 1996 i Kanada, är en somalisk-kanadensisk ishockey- och bandyspelare som för tillfället spelar i ishockey i Ontario Junior Hockey League för Aurora Tigers. Han är även med i somaliska bandylandslaget som gjorde debut under VM 2014 som det första afrikanska landet att någonsin spela ett världsmästerskap i bandy. Under turneringen gjorde Hared två mål för Somalia inkluderat det första målet någonsin för Somalia. 
Hared deltog även i bandy-VM 2015, där han gjorde ett mål i en av Somalias matcher mot Kina.
Hared studerar ekonomi vid Queen's University i Ontario.